# Phytoliriomyza cyatheana
Phytoliriomyza cyatheana este o specie de muște din genul Phytoliriomyza, familia Agromyzidae, descrisă de Martinez și Etienne în anul 2002. Conform Catalogue of Life specia Phytoliriomyza cyatheana nu are subspecii cunoscute.